# Who Killed Cock Robin?
Who Killed Cock Robin? – amerykański krótkometrażowy film animowany w reżyserii Davida Handa z 1935 roku, wyprodukowany przez Walta Disneya. Kreskówka należy do serii Silly Symphonies i jest oparta na rymowance Who Killed Cock Robin?. Film był nominowany do Oscara w kategorii najlepszy krótkometrażowy film animowany, ale przegrał z filmem Three Orphan Kittens.
Fragment kreskówki został użyty w filmie Tajny agent Alfreda Hitchcocka, napisy początkowe filmu zawierają podziękowania dla Disneya za udzielenie pozwolenia.

## Fabuła
Podczas gdy rudzik Cock Robin śpiewa serenadę strzyżykowi Jenny Wren, niewidoczny łucznik strzela do niego. Po strzale Robin upada na ziemię, sprawiając wrażenie, że został postrzelony i zabity. Policja przybywa na miejsce zdarzenia i zatrzymuje kukułkę, wróbla oraz kosa jako podejrzanych.
Następnego dnia odbywa się proces w sprawie tożsamości mordercy Cock Robina, w którym sędzią jest sowa, a oskarżycielem papuga. Przesłuchują podejrzanych i jako dowód pokazują ciało Cock Robina. Kos wyznaje, że nic nie zrobił, nie widział, ani nie wiedział o tym. Wróbel nie chce nic powiedzieć. Kukułka też niczego nie wie, ale ciągle wskazuje na sędziego, prokuratora, a nawet na samą siebie, pokazując, że rzeczywiście jest szalona (w języku angielskim słowo „cuckoo” oznacza zarówno gatunek ptaka, jak i kogoś, kto nie jest przy zdrowych zmysłach). Wszyscy są zawstydzeni, bo nikt nie wie, kto zabił Cock Robina.
W tym momencie pojawia się Jenny Wren i żąda, aby sprawiedliwości stało się zadość. W końcu sędzia ogłasza, że wszyscy trzej podejrzani powinni zostać powieszeni, bo nie wie, który z nich jest winny. Nagle kolejna strzała trafia w kapelusz sędziego, a strzelcem okazuje się Kupidyn. Kupidyn wyjaśnia, że to on postrzelił Cock Robina, jednak Robin nie jest martwy. Po prostu zakochał się w Jenny Wren i był nieprzytomny po przewróceniu się i uderzeniu w głowę, ponieważ strzała, z której został postrzelony, znajdowała się pod jego pachą. Jenny Wren ocuca Cock Robina i oboje całują się ku radości zgromadzonych.

## Obsada
- Martha Wentworth – Jenny Wren
- Billy Bletcher – sędzia
- Leo Cleary – irlandzki policjant
- Don Brodie – papuga
- Nick Stewart – kos
- Charlie Lung – Kupidyn
- Bill Roberts – Cock Robin
- Purv Pullen, Gary Mix, Jack Dale, Lou Debney, John Reed – pozostałe głosy[1]

## Wydanie
Film został wydany na DVD 4 grudnia 2001 roku w serii Klasyka Disneya jako dodatek w sekcji „Ulubione postacie”.